# Энгельфельд, Владимир Викторович

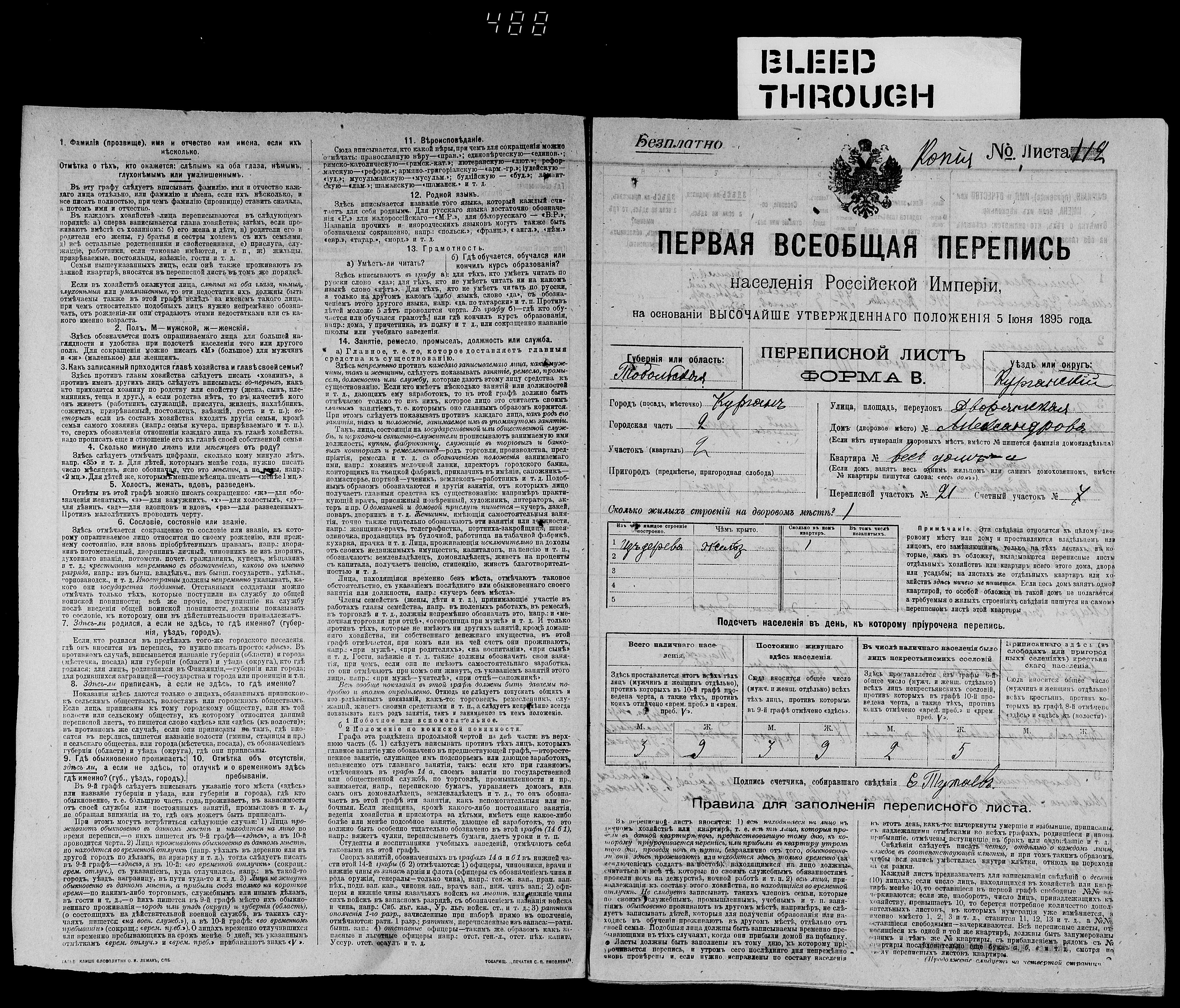
Перепись населения Российской империи (1897), лист с описанием дома в г. Кургане, в котором жила семья Энгельфельд.

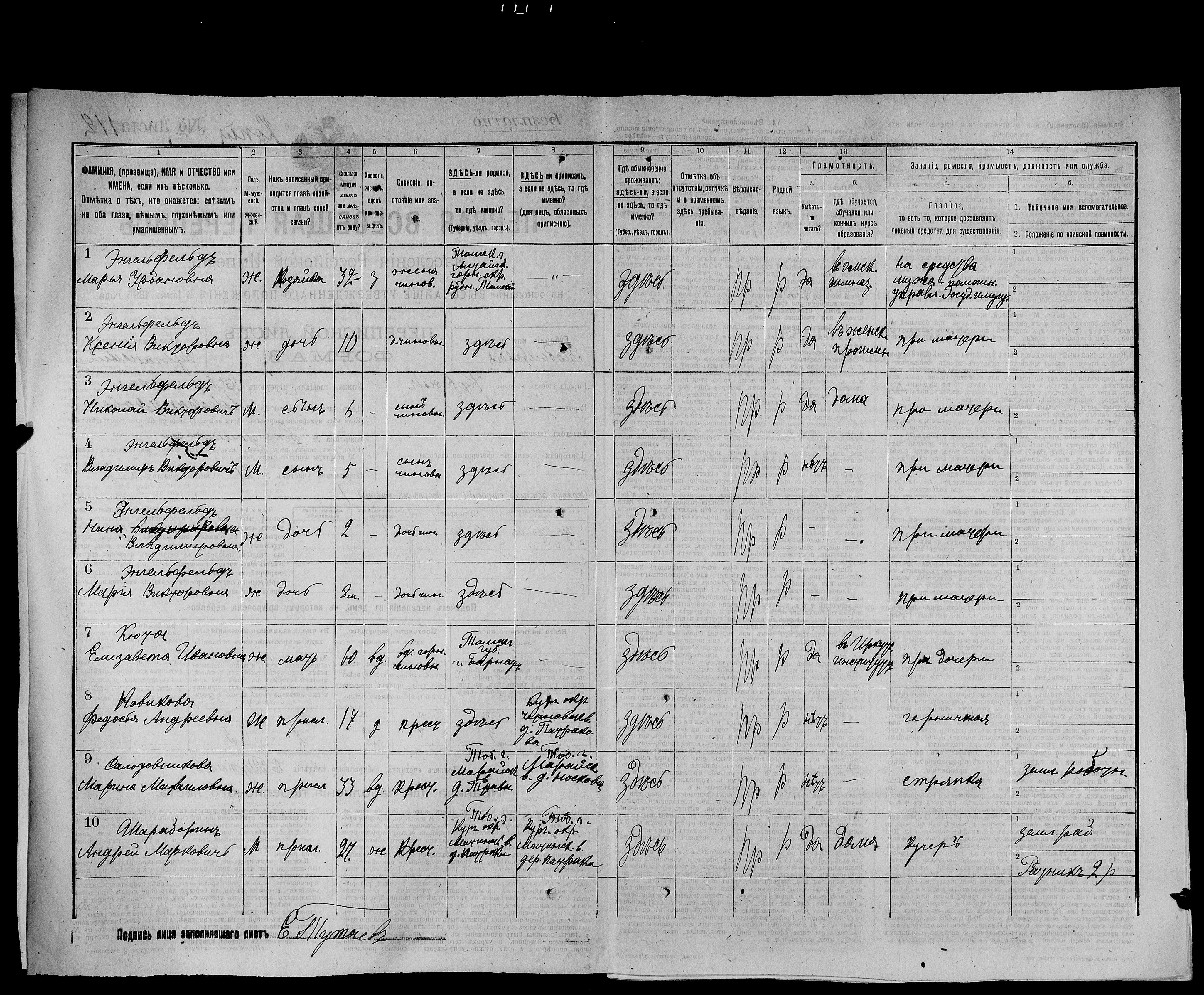
Перепись населения Российской империи (1897), лист с описанием семьи Энгельфельд.

Влади́мир Ви́кторович Энгельфе́льд  (11 [23] июня 1891, Курган, Тобольская губерния — 16 октября 1937, Харбин) — русский юрист, юрисконсульт Управления делами Российского правительства адмирала А. В. Колчака (1918—1920), декан Юридического факультета Особого района Восточных провинций (1929—1930, Харбин).

## Биография
Владимир Викторович Энгельфельд родился 11 (23) июня 1891 года в городе Кургане Курганского округа Тобольской губернии, ныне город — административный центр Курганской области. Отец Виктор Александрович Энгельфельд (1857, Ишим, Тобольская губерния — 1911), работал лесничим в Курганском уезде, коллежский асессор. Мать Мария Урбановна. В 1897 году в городе Кургане семья жила в доме Александрова по ул. Дворянской (ныне ул. Советская).

### Образование и начало карьеры
Среднее образование получил в Тобольской мужской гимназии. В 1913 году окончил Юридический факультет Императорского Санкт-Петербургского университета, был оставлен в университете для подготовки к профессорскому званию, слушал лекции в Берлинском университете.
Перед войной возвратился в Санкт-Петербург и начал службу в I Департаменте Правительствующего сената.
C 1 января 1914 года был оставлен при Петербургском университете для подготовки к профессорскому званию по кафедре истории русского права на 2 года. Впоследствии срок оставления был несколько раз продлён до 1 сентября 1918 года. В годы магистратуры преподавал русскую историю в III классе Петроградской Славянской гимназии.

### Во время революции и гражданской войны
В 1917 году выдержал магистерские испытания по истории русского права в Петроградском университете и утверждён в звании приват-доцента.
В начале 1918 года — юрисконсульт Тобольского губернского земства.
В 1918 году получил звание приват-доцента от Томского университета. Одновременно, состоял доцентом Омского политехнического института в 1918—1919 годах и и. д. экстраординарного профессора Сибирского института сельского хозяйства и промышленности по кафедре административного права в 1919 году.
С 23 июля 1918 года назначен юрисконсультом Канцелярии Совета министров Временного Сибирского правительства. 10 августа 1918 года на Энгельфельда было возложено, помимо его прямых обязанностей, редактирование «Собрания узаконений и распоряжений Временного Сибирского правительства». В сентябре 1918 года входил в состав делегации Временного Сибирского правительства на Государственном совещании в Уфе.
После Колчаковского переворота продолжил службу в должности юрисконсульта Управления делами Российского правительства адмирала А. В. Колчака.
1 ноября 1919 года назначен чиновником особых поручений IV класса при главноуправляющем делами Верховного правителя и Совета министров Российского правительства.
В 1920 году устроился на кафедру административного права Восточного института, который в апреле 1920 года был преобразован в Государственный Дальневосточный университет. Там он работал на юридическом отделении факультета общественных наук. В каникулярное время, с 25 декабря 1920 года по 25 января 1921 года он совершил поездку в Харбин, Пекин и другие города Китая, для работы в области административного строя Китайской республики. Собрав за время командировки нужный материал, Энгельфельд планировал вернуться в Государственный Дальневосточный университет, но там за время его отсутствия пригласили другого профессора, и 1 марта 1921 года он написал заявление об уходе.

### В эмиграции
В 1921—1923 годах был профессором Пекинского института русского языка и юридических наук при Министерстве иностранных дел Китая, совмещая в 1921—1922 годах должность советника Министерства юстиции в Пекине. С 1921 года и и. д. ординарного профессора юридического факультета в Харбине по кафедре административного права.
С 1923 года до остановки деятельности Харбинского юридического факультета в 1937 году читал курсы административного права, международного права, истории русского права, государственного права и такие специальные курсы, как конституция стран Восточной Азии, проявляя большой интерес к вопросам права народов Восточной Азии, он постепенно расширял читавшиеся им курсы введением в них этих вопросов и посвятил им ряд научных очерков и статей.
В «Известиях юридического факультета» в Харбине за 1925 год было указано 10 опубликованных учёным работ.
В первом же номере «Известий юридического факультета» за 1925 год опубликована его статья «Китайский парламент и парламентаризм». Как свидетельствовал сам автор, она составляла «одну из глав подготавливаемого… к печати исследования под заглавием „Очерки государственного права Китая“». Само исследование, состоящее из двух частей, вышло в свет в 1926 году и заняло исключительно весь достаточно объёмный второй том «Известий юридического факультета». Но его издание Правление Комитета по учреждению Высших учебных заведений в Харбине ассигновало сверх сметы необходимые суммы.
С целью написания этой работы В. В. Энгельфельд получил научную командировку в Европу. В 1923 году он посетил Европу и Америку, установил контакты с русскими научными организациями Европы. Из Америки им были привезены материалы по Калифорнийскому, Вашингтонскому, Колумбийскому, Нью-Йоркскому и Чикагскому университетам, с которыми были установлены контакты. В 1925—1926 годах он совершил поездку в Европу для защиты диссертации.
3 ноября 1925 года в Париже при русском отделении Парижского юридического факультета успешно защитил диссертацию «Очерки государственного права Китая». Председателем комиссии по защите был М. И. Догель, официальными оппонентами: Б. Э. Нольде и А. Л. Байков. По её итогам профессор В. В. Энгельфельд был удостоен степени магистра государственного права.
4 марта 1926 года избран советом профессоров на должность ординарного профессора Харбинского юридического факультета по кафедре международного права. В 1927 году учебное заведение переименовано в Юридический факультет Особого района Восточных провинций.
Со 2 марта 1929 года по 30 января 1930 года занимал должность декана Харбинского юридического факультета, став первым деканом с момента преобразования факультета в государственное учреждение и назначения китайского ректора. Ректор Чжан Го-чан недолго исполнял свои обязанности, и вскоре новым руководителем стал Главноначальствующий ОРВП Чжан Цзинхуэй, а его заместителем и фактическим ректором — профессор Юй Си-шиу, который занял жесткую позицию в отношении Юридического факультета и его декана Энгельфельда. На посту декана его сменил избранный Советом профессоров и утвержденный Главноначальствующим профессор Николай Иванович Никифоров, занимавший должность до прекращения деятельности Факультета в 1937 году.
После ухода с поста декана преподавал на Юридическом факультете до его ликвидации в 1937 году, после чего читал лекции в Коммерческом институте при Бюро российских эмигрантов в Маньчжурии. Некоторое время был преподавателем Института имени Святого Владимира в Харбине.
Энгельфельд читал административное право, китайское административное право, китайское государственное право, государственное право Китая и Японии, новейшие конституции, торговое право, трудовое право, международное право, историю международных отношений, история международных отношений Восточной Азии, вёл практические занятия по международному праву. В. В. Энгельфельд также учительствовал в средней школе. Вместе с Г. К. Гинсом они преподавали в Первом общественном Коммерческом училище.
Будучи по своим политическим воззрениям культурным консерватором в европейском смысле слова, В. В. Энгельфельд и в академической, и в частной жизни всегда был противником крайних политических и социальных мнений и течений. Среди студентов он пользовался репутацией строгого требовательного экзаменатора.
Георгий Константинович Гинс писал об Энгельфельде следующее:
Условия эмигрантской жизни потребовали от него очень большого напряжения и не давали возможности, как и многим другим, развернуться в какой-нибудь одной области. В. В. Энгельфельд читал административное, государственное, международное, трудовое право и историю русского права, он откликался на все злободневные вопросы и его работы, посвящённые различным дальневосточным темам… являются по многим вопросам единственными на русском языке. Жизнь В. В. Энгельфельда угасла почти одновременно с жизнью юридического факультета. Последний представлял собой не учреждение, а корпорацию. Он существовал, пока была спаянная коллегия профессоров, преданных своему делу и жертвенно выполнявших свой академический долг. Как только эта коллегия стала рассыпаться, сделалось невозможным и существование факультета.

…Как профессор В. В. Энгельфельд очень любил своё дело и не представлял себе жизни без преподавания в высшей школе. Ещё накануне постигшего В. В. Энгельфельда удара, он горячо ратовал на совещании профессоров за продолжение академической работы и изыскание для неё каких-либо путей. Судьба отнеслась безжалостно, как к этим проектам, так и к самому Владимиру Викторовичу.
Член приходского совета Покровского храма в Харбине. Член правления Харбинского симфонического общества.
Энгельфельд переживал проблемы, связанные с закрытием Юридического факультета. 2 апреля 1937 года у него произошел инсульт, после которого он смог оправиться лишь частично. 13 октября 1937 года подвергся новому приступу.
Владимир Викторович Энгельфельд скончался от инсульта 3 (16) октября 1937 года. Похоронен на Новом кладбище города Харбина провинции Биньцзян (кит. 濱江省) Маньчжоу-Го, ныне район Наньган города Харбина провинции Хэйлунцзян Китайской Народной Республики. Кладбище ликвидировано в 1966 году.

## Сочинения
- Энгельфельд В. В. Полиция в Китае // Известия Юридического факультета в Харбине. Харбин. 1928. Вып. IV. С. 150—164.
- Энгельфельд В. В. Политическая доктрина Сун Ят-сена. Харбин, 1929.

### Кроме того, были изданы
- Право и сила. 1920.
- На путях к государству будущего. 1930.
- Новые законы и правила регистрации в Китае. 1930.
- Новые идеи в праве и основные проблемы современности. 1931.
- Учение о праве и политическая экономия. 1933.
- Очерки китайского административного права.